# Tara Watchorn
Pour les articles homonymes, voir Watchorn.
Tara Watchorn (née le 30 mai 1990 à Ajax dans la province de l'Ontario au Canada) est une joueuse canadienne de hockey sur glace qui a exercé de 2008 à 2017. Elle a remporté la médaille d'or olympique aux Jeux olympiques de Sotchi en 2014. Elle a également représenté le Canada dans trois championnats du monde, remportant trois médailles d'argent.
En 2015 elle remporte la Coupe Clarkson avec l'équipe des Blades de Boston dont elle devient capitaine jusqu'au moment de sa retraite  en 2017.

## Biographie

### Carrière en club
Tara Watchorn passe ses années universitaires avec l'équipe des Terriers de Boston puis est repêchée par l'équipe de Calgary en Alberta par la ligue canadienne de hockey féminin. Après une année là-bas, elle profite d'être agent libre pour revenir à Boston au sein des Blades. Lors de la sa première saison là-bas en 2014-2015 elle remporte la coupe Clarkson et obtient le titre de Défenseure de l'année de la part de la LCHF. En récompense de son rôle essentiel dans la conquête du titre, elle obtient le poste de capitaine jusqu'en 2017 où elle décide de se retirer de la vie sportive . 

### Carrière internationale
Watchorn est sélectionnée pour la première fois en équipe nationale des moins de 18 ans, lors des championnats du monde 2008 . Elle fait ensuite partie de l'équipe des moins de 22 ans en 2010 à l'occasion de la coupe des quatre nations, sur le banc des remplaçantes. Elle est dans l'effectif sénior en 2011 à l'occasion du championnat du monde, compétition au cours de laquelle elle remporte trois médailles d'argent (2011, 2015 et 2016). Elle remporte trois médailles d'or (2010, 2013 et 2014) et une d'argent (2012) lors de la coupe des quatre nations. Et enfin une médaille d'or olympique lors des Jeux olympiques de Sotchi en 2014, ce qui lui fait un total de huit médailles en seulement six saisons avec l'équipe sénior . 

## Statistiques

### En club
| Saison      | Équipe                    | Ligue       |     | Saison régulière | Saison régulière | Saison régulière | Saison régulière | Saison régulière |   | Séries éliminatoires | Séries éliminatoires | Séries éliminatoires | Séries éliminatoires | Séries éliminatoires |
| Saison      | Équipe                    | Ligue       | PJ  | B                | A                | Pts              | Pun              | PJ               | B | A                    | Pts                  | Pun                  |                      |                      |
| 2005-2006   | Durham West Jr. Lightning | SPHL        | 27  | 2                | 11               | 13               | 30               | 5                | 0 | 2                    | 2                    | 4                    |                      |                      |
| 2006-2007   | Durham West Jr. Lightning | SPHL        | 29  | 12               | 17               | 29               | 80               | 5                | 3 | 2                    | 5                    | 0                    |                      |                      |
| 2007-2008   | Durham West Jr. Lightning | SPHL        | 24  | 12               | 15               | 27               | 40               | 6                | 0 | 3                    | 3                    | 8                    |                      |                      |
| 2008-2009   | Terriers de Boston        | NCAA        | 36  | 6                | 10               | 16               | 36               |                  |   |                      |                      |                      |                      |                      |
| 2009-2010   | Terriers de Boston        | NCAA        | 31  | 3                | 14               | 17               | 39               |                  |   |                      |                      |                      |                      |                      |
| 2010-2011   | Terriers de Boston        | NCAA        | 31  | 6                | 19               | 25               | 52               |                  |   |                      |                      |                      |                      |                      |
| 2011-2012   | Terriers de Boston        | NCAA        | 29  | 6                | 20               | 26               | 46               |                  |   |                      |                      |                      |                      |                      |
| 2012-2013   | Alberta CWHL              | LCHF        | 22  | 3                | 4                | 7                | 24               | -                | - | -                    | -                    | -                    |                      |                      |
| 2014-2015   | Blades de Boston          | LCHF        | 21  | 6                | 14               | 20               | 26               | 3                | 0 | 2                    | 2                    | 4                    |                      |                      |
| 2015-2016   | Blades de Boston          | LCHF        | 23  | 2                | 4                | 6                | 26               | -                | - | -                    | -                    | -                    |                      |                      |
| 2016-2017   | Blades de Boston          | LCHF        | 19  | 2                | 4                | 6                | 30               | -                | - | -                    | -                    | -                    |                      |                      |
| Totaux NCAA | Totaux NCAA               | Totaux NCAA | 127 | 21               | 63               | 84               | 173              | -                | - | -                    | -                    | -                    |                      |                      |
| Totaux LCHF | Totaux LCHF               | Totaux LCHF | 85  | 13               | 26               | 39               | 106              | 3                | 0 | 2                    | 2                    | 4                    |                      |                      |

### Au niveau international
| Année | Équipe         | Compétition                   |   | PJ | B | A  | Pts | Pun               |  | Résultat |
| 2008  | Canada -18 ans | Championnat du monde - 18 ans | 5 | 4  | 6 | 10 | 0   | Médaille d'argent |  |          |
| 2011  | Canada         | Championnat du monde          | 5 | 0  | 2 | 2  | 4   | Médaille d'argent |  |          |
| 2014  | Canada         | Jeux olympiques               | 5 | 1  | 0 | 1  | 10  | Médaille d'or     |  |          |
| 2015  | Canada         | Championnat du monde          | 5 | 0  | 0 | 0  | 4   | Médaille d'argent |  |          |
| 2015  | Canada         | Championnat du monde          | 3 | 0  | 2 | 2  | 4   | Médaille d'argent |  |          |